# Brokers - Eroi per gioco
Brokers - Eroi per gioco è un film del 2008 diretto da Emiliano Cribari.

## Trama
Carlo Marzìa è un quarantenne che, a causa di una serie di scelte sbagliate, lascia Torino e l'insegnamento universitario per trasferirsi nel borgo di Zuccarello, in provincia di Savona, paese d'origine di suo padre, dove accetta l'incarico di maestro elementare. Appassionato di finanza, Marzìa insegna ai suoi alunni una sorta di "matematica creativa" applicata al mercato finanziario e, grazie al loro insegnante, diventeranno dei veri geni della Borsa.